# Leão Gabalas
Leão Gabalas (em grego: Λέων Γαβαλᾶς) foi um magnata bizantino e governante independente de um domínio centrado na ilha de Rodes e ilhas egeias vizinhas, que foi estabelecido no rescaldo da dissolução do Império Bizantino pela Quarta Cruzada em 1204. Reconheceu de alguma forma a suserania do Império de Niceia, mas permaneceu virtualmente independente até sua morte, em algum momento no começo dos anos 1240.

## Biografia

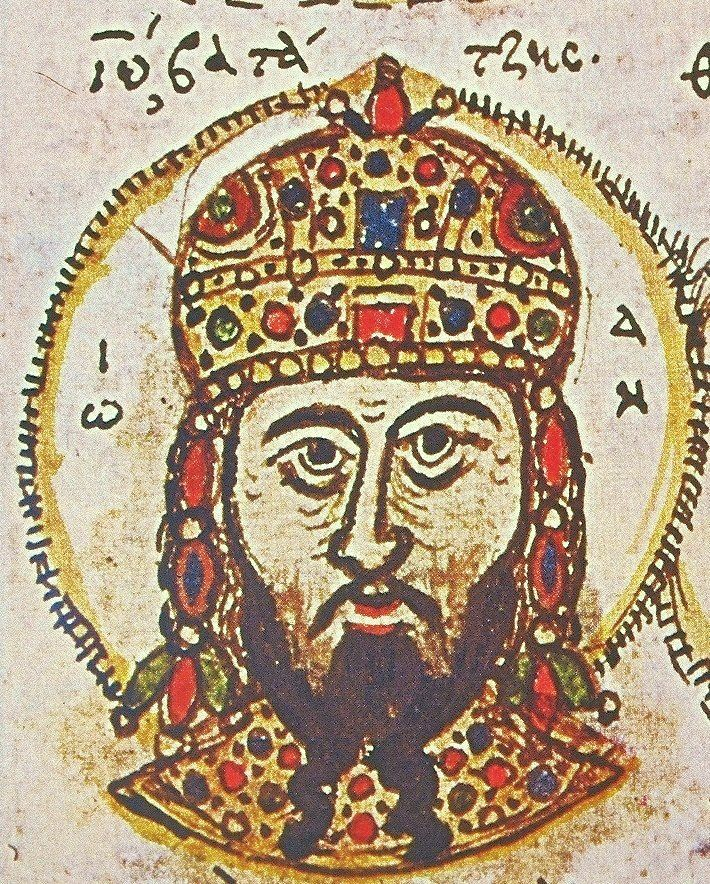
r.

Gabalas pertenceu a uma antiga família aristocrática, datada pelo menos do começo do século X, quando Ana Gabala se casou com Estêvão Lecapeno, filho e co-governante do imperador Romano I Lecapeno (r. 920–944). A família foi de importância relativamente baixa a partir dai, mas produziu uma série de oficiais civis e eclesiásticos seniores nos séculos XI-XII.
Nada se sabe dos primeiros anos de Leão, e ele é atestado seguramente pela primeira vez em 1232/1233. A origem do título de césar de Leão e os detalhes do estabelecimento de seu domínio sobre Rodes são igualmente incertos. Fontes contemporâneas deixam claro que Rodes tinha saído do controle bizantino e era mantida por um governante independente já pelo tempo da Quarta Cruzada (1203–1204). Isto governante é geralmente identificado com Leão, mas Nicéforo Blemides afirma que Leão manteve seu título por direito hereditário, o que pode indicar uma predecessor desconhecido que na verdade manteve controle da ilha. Tem sido imaginado que em algum momento Leão reconheceu a suserania do Império de Niceia, e que o título de césar pode ter sido concedido pelos governantes nicenos Teodoro I Láscaris (r. 1205–1222) ou João III Vatatzes (r. 1221–1254). Por outro lado, se ele (como um parente) manteve poder sobre Rodes desde antes de 1203, o título pode ter sido concedido pelos imperadores Ângelos.
Seja qual for a natureza de suas relações com o Império de Niceia, fica claro a partir do registro de Jorge Acropolita que Gabalas continuou a atuar independentemente, provocando a ira de Vatatzes, que lançou uma expedição contra Rodes em 1232/1233. Foi liderada por seu grande doméstico Andrônico Paleólogo e supervisionada de perto pelo próprio imperador. A expedição foi também acompanhada por Blemides, que aportou em Rodes com as tropas nicenas. A ilha foi devastada, e Acropolita apresenta a expedição como bem sucedida, sem dar mais detalhes. No entanto, é certo que Gabalas foi deixado no controle efetivo de Rodes, já que no ano seguinte (agosto de 1234), ele concluiu uma tratado de aliança com os venezianos. Apresentando a si mesmo como "césar" e "Senhor de Rodes e Cíclades", Gabalas reconheceu o doge de Veneza como seu senhor, concordando em assistência mútua contra um ataque de Vatatzes sobre seus domínios respectivos, e promessa de assistência em subjugar quaisquer rebeliões na colônia veneziana de Creta. Em 1235/1236, contudo, Gabalas juntou-se ao ataque de Vatatzes contra Constantinopla, e ainda é registrado como tendo lutado contra a frota veneziana.
É desconhecido quando Leão morreu. Ele estava certamente morto por 1248, quando seu irmão João Gabalas - que não é chamado como césar em lugar nenhum, mas apenas "mestre de Rodes" - controlou a ilha e teve que recorrer a ajuda de tropas nicenas contra um ataque genovês. Os genoveses capturaram a ilha, e a domínio da família Gabalas sobre Rodes terminou formalmente logo em seguida, provavelmente após a expulsão final dos genoveses em 1250, quando a ilha tornou-se uma província nicena.

## Cunhagem
Os irmãos Gabalas emitira suas próprias moedas de cobre, de valor ou denominação desconhecidos. Elas eram anicônicas, e continuam apenas inscrições, com as moedas de Leão carregando seus títulos: ΚΑΙCΑΡ Ο ΓΑΒΑΛΑC ("O césar Gabalas") no anverso, e Ο ΔΟVΛΟC ΤΟV ΒΑCΙΛΕ[ΩC] ("servente do imperador") no reverso.